# Lista de monarhi ai Regatului Navarei

Blazonul Regilor Navarei din 1212

Aceasta este o lista a regilor și reginelor de Pamplona, mai târziu Navara. Pamplona a fost primul nume al regatului până la unirea acestuia cu Aragonul (1076 - 1134). Cu toate acestea, denumirea teritorială Navara a intrat în uz ca o denumire alternativă în secolul al X-lea, iar numele de Pamplona a fost reținut până în secolul al XII-lea.

## Casa de Iniguez(824 - 905)
Casa de Iniguez a fondat regatul Navarei (Pamplona) în jurul anului 824, atunci când s-au răzvrătit împotriva autorității francilor (Carolingieni).
| Nume                       | Portret      | Naștere                                 | Căsătorie    | Deces             |
| -------------------------- | ------------ | --------------------------------------- | ------------ | ----------------- |
| Inigo Arista de Pamplona   | Íñigo Arista | 824                                     | 4 copii      | 851/2             |
| Garcia Iniguez de Pamplona |              | 851/2 fiul lui Inigo Arista de Pamplona | 5 copii      | 882               |
| Fortun Garces de Pamplona  |              | 882 fiul lui Garcia Iniguez de Pamplona | Oria 5 copii | (detronat în 905) |

## Casa de Jimenez
În 905, o coaliție a vecinilor l-au forțat pe Fortun Garces să se retragă la mănăstire și a fost înscăunat în locul său un descendent al unei noi linii dinastice. Sub domnia lor, numele Navara a început să-l înlocuiască pe cel de Pamplona.
| Nume                                  | Portret                 | Naștere                                                         | Căsătorie                                                           | Deces                                      |
| ------------------------------------- | ----------------------- | --------------------------------------------------------------- | ------------------------------------------------------------------- | ------------------------------------------ |
| Sancho I 905-925                      |                         | fiul lui García Jiménez de Pamplona și Dadildis de Pallars      | Toda de Navara 6 copii                                              | 11 decembrie 925 Resa                      |
| Jimeno Garces 925-931                 |                         | fiul lui García Jiménez de Pamplona și Dadildis de Pallars      | Sancha de Navara 3 copii                                            | 29 mai 931                                 |
| Garcia Sancez I 931-970               |                         | 919 fiul lui Sancho I și Toda de Navara                         | Andregota Galíndez de Aragon 2 copii Teresa Ramírez de Leon 3 copii | 22 februarie 970 51 de ani                 |
| Sancho al II-lea 970–994              | Sancho II Garcés Abarca | după 935 fiul lui Garcia Sancez I și Andregota Galíndez         | Urraca Fernández 4 copii                                            | decembrie 994                              |
| Garcia Sancez al II-lea 994–1000/1004 |                         | fiul lui Sancho al II-lea și Urraca Fernández                   | Jimena Fernández de Cea 981 4 copii                                 | 1000/1004                                  |
| Sancho al III-lea 1004–1035           | Sancho III cel Mare     | 985 fiul lui Garcia Sancez al II-lea și Jimena Fernández de Cea | Mayor de Castilia 1010 4 copii                                      | 18 octombrie 1035                          |
| Garcia Sancez al III-lea 1035–1054    |                         | 1016 fiul lui Sancho al III-lea și Mayor de Castilia            | Ștefania de Barcelona 1038 9 copii                                  | 15 septembrie 1054 Bătălia de la Atapuerca |
| Sancho al IV-lea 1054–1076            |                         | 1039 fiul lui Garcia Sancez al III-lea și Stefania de Barcelona | Placencia 1068 3 copii                                              | 4 iunie 1076 Peñalén                       |

Odată cu asasinarea lui Sancho al IV-lea, Navara a fost împărțită de către verii lui Alfonso al VI-lea al Castiliei și Sancho Ramirez al Aragonului, iar aceasta din urmă a fost făcut rege, ceea ce a dus la mai mult de o jumătate de secol de control aragonez.
| Nume                      | Portret | Naștere                                                      | Căsătorie                                                                                            | Deces                                   |
| ------------------------- | ------- | ------------------------------------------------------------ | --- | --------------------------------------- |
| Sancho al V-lea 1076–1094 | Aragon  | 1042 fiul lui Ramiro I al Aragonului și Ermesinde de Bigorre | Isabela de Urgel 1065 1 copil Felicia de Roucy 1076 3 copii                                          | 4 iunie 1094 Huesca 52 de ani           |
| Petru I 1094–1104         | Aragon  | 1068 fiul lui Sancho al V-lea și Isabella de Urgel           | Agnes de Aquitainia, Regina Aragonului și Navarei 1086 2 copii Bertha de Aragon 1097 nu a avut copii | 28 septembrie 1104 Valea Aran 36 de ani |
| Alfonso I 1104–1134       | Aragon  | 1073 fiul lui Sancho al V-lea și Felicia de Roucy            | Urraca de Castilia 1109 nu au avut copii                                                             | 8 septembrie 1134 Huesca 61 de ani      |

Moartea lui Alfonso a dus la o criză de succesiune în Aragon, iar nobilii din Navara au profitat de acest lucru pentru a restabili monarhia independentă, încununându-l pe nepotul lui Sancho cel asasinat (printr-un frate nelegitim), Sancho al IV-lea.
| Nume                        | Portret                      | Naștere                                                                     | Căsătorie                                                                   | Deces                           |
| --------------------------- | ---------------------------- | --------------------------------------------------------------------------- | --------------------------------------------------------------------------- | ------------------------------- |
| Garcia Ramirez 1134–1150    | García Ramírez Restauratorul | fiul lui Ramiro Sánchez, Lord de Monzón și Cristina Rodríguez Díaz de Vivar | Marguerite de l'Aigle 1130 4 copii Urraca de Castilia 24 iunie 1144 2 copii | 21 noiembrie 1150 Lorca, Spania |
| Sancho al VI-lea 1150–1194  |                              | 1133 fiul lui Garcia Ramirez și Marguerite de l'Aigle                       | Sancha de Castilia 1157 6 copii                                             | 27 iunie 1194 Pamplona          |
| Sancho al VII-lea 1194–1234 | García Ramírez Restauratorul | 1157 Tudela, Navara fiul lui Sancho al VI-lea și Sancha de Castilia         | Constanța de Toulouse 1195 6 copii                                          | 7 aprilie 1234 Tudela, Navara   |

## Casa de Champagne(1234 - 1284)
Moartea lui Sancho al VII-lea, ultimul rege monarh Jimenez, a lăsat coroana Navarei să fie moștenită de fiul surorii sale, Blanche, Conte de Champagne, care a fost regentă în cea mai mare parte a domniei fratelui ei.
| Nume                         | Portret           | Naștere                                                                                  | Căsătorie | Deces                                         |
| ---------------------------- | ----------------- | ---------------------------------------------------------------------------------------- | --- | --------------------------------------------- |
| Theobald I 1234–1253         | Casa de Champagne | 30 mai 1201 Troyes fiul lui Theobald al III-lea de Champagne și Blanca Sánchez de Navara | Gertrude de Dagsburg 1220 nu au avut copii Agnes de Beaujeu 1222 1 copil Margaret de Bourbon, Regina Navarei 1232 6 copii | 8 iulie 1253 Pamplona 52 de ani               |
| Theobald al II-lea 1253–1270 | Casa de Champagne | 1238 fiul lui Theobald I și Margaret de Bourbon, Regina Navarei                          | Isabela a Franței, Regina Navarei 6 aprilie 1255 nu au avut copii                                                         | 4 decembrie 1270 Trapani 32 de ani            |
| Henric I 1270–1274           | Casa de Champagne | 1244 fiul lui Theobald I și Margaret de Bourbon, Regina Navarei                          | Blanche de Artois 1269 2 copii                                                                                            | 22 iulie 1274 30 de ani                       |
| Ioana I 1274–1305            | Joan              | 14 ianuarie 1271 Bar-sur-Seine fiica lui Henric I și Blanche de Artois                   | Filip al IV-lea al Franței 16 august 1284 7 copii                                                                         | 4 aprilie 1305 Château de Vincennes 34 de ani |

## Dinastia Capețienilor(1284 - 1441)

### Casa de Capet (1284 - 1349)
Moartea neașteptată a lui Henric a lăsat-o pe fiica sa, Infanta Ioana, ca singura moștenitoare a tronului. Mama Ioanei, Blanche de Artois, a servit ca regentă pentru următorii zece ani. În 1284, Ioana a fost căsătorită cu viitorul Filip al IV-lea al Franței, care încheie regența lui Blanche. Filip și-a asumat tronul Franței un an mai târziu ca rege al Franței și Navarei.
| Nume                       | Portret       | Naștere                                                                                                 | Căsătorie | Deces                                        |
| -------------------------- | ------------- | --- | --- | -------------------------------------------- |
| Filip al IV-lea 1284–1305  | Casa de Capet | 1268 Fontainebleau fiul lui Filip al III-lea al Franței și Isabella de Aragon, Regina Franței           | Ioana I de Navara 16 august 1284 7 copii                                                                      | 29 noiembrie 1314 Fontainebleau 46 de ani    |
| Ludovic al X-lea 1305–1316 | Casa de Capet | 4 octombrie 1289 Paris fiul lui Filip al IV-lea al Franței și Ioana I de Navara                         | Margareta de Burgundia, Regian Franței 21 septembrie 1305 1 copil Clementia a Ungariei 19 august 1315 1 copil | 5 iunie 1316 Vincennes 26 de ani             |
| Ioan I 1316                | Casa de Capet | 15 noiembrie 1316 Paris fiul lui Ludovic al X-lea și Clementia a Ungariei                               | nu s-a căsătorit niciodată                                                                                    | 20 noiembrie 1316 Paris 5 zile               |
| Filip al V-lea 1316–1322   | Casa de Capet | 1292 Lyon fiul lui Filip al IV-lea și Ioana I de Navara                                                 | Ioana a II-a, Countesp de Burgundia 1307 7 copii                                                              | 3 ianuarie 1322 Longchamp 29 de ani          |
| Carol al IV-lea 1322–1328  | Casa de Capet | 19 iunie 1294 Clermont-Ferrand fiul lui Filip al IV-lea și Ioana I de Navara                            | Blanche de Burgundia 1307 2 copii Marie de Luxembourg, Regian Franței 1322 4 copii                            | 1 februarie 1328 Vincennes 34 de ani         |
| Ioana a II-a 1328–1349     | Casa de Capet | 28 ianuarie 1312 Charenton-le-Pont fiica lui Ludovic al X-lea și Margareta de Burgundia, Regian Franței | Filip al III-lea al Navarei 8 copii                                                                           | 6 octombrie 1349 Charenton-le-Pont 37 de ani |

### Casa de Evreux(1328 - 1441)
După moartea lui Ludovic și a fiului său, Infantul Ioan, frații lui Filip și Carol au deținut coroanele Franței și Navarei până la moartea lor. La acea vreme, coroana Franței a trecut la Filip de Valois, un văr îndepărtat, care nu era descendent al Ioanei I și coroana Navarei a trecut la fiica lui Ludovic, Ioana a II-lea. Ioana a domnit împreună cu soțul ei, Filip al III-lea, până la moartea sa.
| Nume                       | Portret        | Naștere                                                                          | Căsătorie                                                                                         | Deces                                                 |
| -------------------------- | -------------- | -------------------------------------------------------------------------------- | ------------------------------------------------------------------------------------------------- | ----------------------------------------------------- |
| Filip al III-lea 1328–1343 | Casa de Évreux | 27 martie 1306 fiul lui Ludovic Conte de Evreux și Margareta de Artois           | Ioana a II-a a Navarei 8 ccopii                                                                   | 16 septembrie 1343 Jerez de la Frontera 37 de ani     |
| Carol al II-lea 1349–1387  | Casa de Évreux | 10 octombrie 1332 Évreux fiul lui Filip al III-lea și Ioana a II-a a Navarei     | Ioana de Valois, Regina Navarei 7 copii                                                           | 1 ianuarie 1387 Pamplona 54 de ani                    |
| Carol al III-lea 1387–1425 | Casa de Évreux | 22 iulie 1361 Nantes fiul lui Carol al II-lea și Ioana de Valois, Regina Navarei | Eleanora de Castilia 1375 8 copii                                                                 | 8 septembrie 1425 Olite 64 de ani                     |
| Blanche I 1425–1441        |                | 1385 Castile fiica lui Carol al III-lea și Eleanora de Castilia                  | Martin I al Siciliei 26 decembrie 1402 1 copil Ioan al II-lea al Aragonului 10 iunie 1420 4 copii | 3 aprilie 1441 Santa María la Real de Nieva 56 de ani |

## Casa de Trastamara(1425 - 1479)
Blanche I a domnit împreună cu soțul ei, Ioan al II-lea. După moartea ei, în 1441, Ioan a păstrat coroana Navarei pentru el până când a murit 38 de ani mai târziu, ținând-o fără să o dea fiului său și fiicei sale mai mare. Conflictul cu fiul său a dus la Războiul Civil Navarez. În 1458, Ioan a moștenit coroana Aragoneză de la fratele mai mare.
| Nume                                                    | Portret               | Naștere                                                                                       | Căsătorie                                                           | Deces                                     |
| ------------------------------------------------------- | --------------------- | --------------------------------------------------------------------------------------------- | ------------------------------------------------------------------- | ----------------------------------------- |
| Ioan al II-lea 1425–1479 (de facto) 1425–1441 (de jure) | Ioan al II-lea        | 29 iunie 1397 Medina del Campo fiul lui Ferdinand I al Aragonului și Eleanora de Alburquerque | Blanche I a Navarei 6 noiembrie 1419 4 copii Juana Enríquez 2 copii | 20 ianuarie 1479 Barcelona 81 de ani      |
| Carol, Prinț de Viana 1441–1461 (de jure)               | Carol, Prinţ de Viana | 29 mai 1421 Peñafiel, Spania fiul lui Ioan al II-lea și Blanche I a Navarei                   | Agnes de Cleves nu au avut copii                                    | 23 septembrie 1461 Barcelona 40 de ani    |
| Blanche a II-a 1461–1464 (de jure)                      |                       | 1424 Olite fiica lui Ioan al II-lea și Blanche I a Navarei                                    | Henric al IV-lea al Castiliei nu au avut copii                      | 2 decembrie 1464 Orthez 40 de ani         |
| Eleanor a Navarei 1479                                  |                       | 2 februarie 1425 Olite fiica lui Ioan al II-lea și Blanche I a Navarei                        | Gaston al IV-lea, Conte de Foix 11 copii                            | 12 februarie 1479 Tudela, Navar 54 de ani |

## Casa de Foix(1479 - 1518)
Eleanor, care s-a aliat cu tatăl ei împotriva fratelui și surorii sale, a supraviețuit tatălui ei doar trei săptămâni. Până în acel moment, ea a fost văduva lui Gaston al IV-lea, Contele de Foix și fiul lor mai mare, Gaston de Foix, Prințul de Viana, murise de asemenea. Astfel, ea a fost urmată de nepotul ei, Francisc.
| Nume                                  | Portret      | Naștere                                                                        | Căsătorie                           | Deces                                      |
| ------------------------------------- | ------------ | ------------------------------------------------------------------------------ | ----------------------------------- | ------------------------------------------ |
| Francisc Phoebus al Navarei 1479–1483 |              | 12 aprilie 1467 fiul lui Gaston de Foix, Prinț de Viana și Magdalena de Valois | nu s-a căsătorit niciodată          | 12 februarie 1483 Pau 16 ani               |
| Caterina a Navarei 1483–1517          | Navarre Foix | 1468 fiica lui Gaston de Foix, Prinț de Viana si Magdalena de Valois           | Ioan al III-lea al Navarei 13 copii | 12 februarie 1517 Mont-de-Marsan 49 de ani |

## Casa de Albert(1518 - 1572)
Caterina a domnit împreună cu soțul ei, Ioan al III-lea. După moartea sa, ea a domnit singură timp de opt luni, până la moartea proprie. În timpul domniei lor, Navara a fost învinsă de către Ferdinand al II-lea al Aragonului, în 1512, ducând la pierderea teritoriului său la sud de Pirinei, inclusiv capitala regală, Pamplona. Ferdinand, fiul lui Ioan al II-lea și a celei de-a doua sa soție au fost o ramură coborâtă din monarhii aragonezi. Caterina și Ioan al III-lea au rămas în Navara de Jos, o mica parte a fostului teritoriul regal inițial care se afla în partea de nord a Pirineilor, care a fost unit cu alte țări ale Franței, care a fost sub controlul lor. 
| Nume                       | Portret        | Naștere                                                                                   | Căsătorie                                    | Deces                          |
| -------------------------- | -------------- | ----------------------------------------------------------------------------------------- | -------------------------------------------- | ------------------------------ |
| Ioan al III-lea 1484–1516  | Navarre-Albret | 1469 fiul lui Alain I de Albret și Francoise de Châtillon-Limoges                         | Caterina a Navarei 13 copii                  | 14 iunie 1516 Pau 47 de ani    |
| Henric al II-lea 1517–1555 | Navarre-Albret | 18 aprilie 1503 Sangüesa - Zangoza fiul lui Ioan al III-lea și Caterina a Navarei         | Margareta de Angoulême 1526 2 copii          | 25 mai 1555 Hagetmau 52 de ani |
| Ioana a III-a 1555–1572    | Joan III       | 7 January 1528 Saint-Germain-en-Laye fiica lui Henric al II-lea și Margareta de Angoulême | Antoine al Navarei 20 octombrie 1548 5 copii | 9 iunie 1572 Paris 44 de ani   |

## Dinastia Capețiană (1572 - 1620)

### Casa de Bourbon(1572 - 1620)
Ioana al III-lea a domnit împreună cu soțul ei, Antoine, până la moartea sa și apoi singură numai până la moartea ei. Fiul lor, Henric, a devenit rege al Franței în 1589, luând în posesie regatul în 1593 în timpul războaielor franceze religioase. Ulterior, coroana Navarei a trecut la regii Franței. În 1620, Regatul a fost fuzionat în Franța, cu toate acestea, regii francezi au continuat să utilizeze titlul de rege al Navarei până în 1791 și a fost reînvinat din nou în 1814 - 1830 în timpul răsturnării Bourbonilor.
| Nume                                     | Portret | Naștere                                                                                              | Căsătorie                                                                                              | Deces                                         |
| ---------------------------------------- | ------- | --- | --- | --------------------------------------------- |
| Antoine de Navara 1555–1562              |         | 22 aprilie 1518 La Fère, Picardia fiul lui Carol de Bourbon, Duce de Vendôme și Françoise de Alençon | Ioana al III-a a Navarei 20 octombrie 1548 5 copii                                                     | 17 noiembrie 1562 Les Andelys, Eure 44 de ani |
| Henric al IV-lea al Franței 1572–1610    |         | 13 decembrie 1553 Pau fiul lui Antoine al Navarei și Ioana al III-a a Navarei                        | (2) Margareta de Valois 18 august 1572 nu au avut copii (2) Maria de' Medici 17 decembrie 1600 6 copii | 14 mai 1610 Paris 57 de ani                   |
| Ludovic al XIII-lea al Franței 1610–1620 |         | 27 septembrie 1601 Château de Fontainebleau fiul lui Henric al IV-lea al Franței și Maria de' Medici | Ana de Austria 24 noiembrie 1615 6 copii                                                               | 14 mai 1643 Paris 41 de ani                   |